# Komplementfärg

Färgcirkel med komplementfärger mittemot varandra

Komplementfärg kan man säga är en färgs motsatsfärg. Vilka färger som är varandras motsatser är dock långt ifrån självklart. Färgforskaren Anders Hård  listar en rad olika definitioner. Några av dem är:
- Från en fysisk utgångspunkt är två ljusfärger komplementära om deras strålningsspektrum "fyller ut" varandra genom att tillsammans ge lika mycket strålning för varje våglängd och därmed ger ett ljus som vi upplever som vitt.
- Vid additiv färgblandning är två våglängder komplementära om de tillsammans ger ljus som vi ser som vitt.
- Vid subtraktiv färgblandning med ljusabsorberande filter är två filterfärger komplementära om de tillsammans fullständigt blockerar all strålning och därmed inte släpper igenom något ljus
- Två pigment som när de blandas släcker ut varandra och ger en grå eller svart färg kallas komplementära.
- De kulörtoner som utgör varandras efterbilder kallas komplementära
- De kulörtoner som förstärker varandra maximalt när de placeras tillsammans kallas komplementära.

Komplementfärger placeras oftast mittemot varandra i färgcirklar, såsom i exemplet här intill. Färgsystemet NCS (svensk standard) är däremot konstruerat på andra grunder och dess färgcirkel anger inga komplementfärger.
Exempel på komplementfärger som vid pigmentblandning neutraliserar varandra och ger grått eller svart:
- Rött och cyan
- Magenta och grönt

Är då gult och blått komplementfärger? Det beror på definitionen. De ger grått om de ställs tätt tillsammans eller på en snurrande färgskiva (additive-averaging mixing), men ger grönt i pigmentblandningar. Förklaringen är att det med pigment inte handlar om monokromatiskt ljus och det sker en överlappning i den gröna delen av spektrumet hos det reflekterade ljuset. För ett grått resultat vid pigmentblandning får man därför istället använda orange och blått, eller gult och blåviolett.